# Forfait bloqué
Le forfait bloqué est une formule d'abonnement à un service de téléphonie. Il ouvre à l'abonné la possibilité de téléphoner, d'envoyer des SMS ou de naviguer sur l'internet mobile pour un montant forfaitaire fixé à l'avance, et bloque toute consommation dès que ce montant est atteint.
Il offre à l'utilisateur de téléphone mobile la possibilité de contrôler son budget téléphonique mensuel en interrompant les appels sortants dès que le temps de communication est épuisé. De cette manière, il combine la simplicité de l'utilisation des cartes prépayées aux avantages d'un forfait.
Généralement, le prix par minute est plus bas qu'avec une solution par cartes prépayées. Ce type d'offre est en général adressé aux jeunes. La plupart de ces forfaits permet l'achat de crédit supplémentaire, en rechargeant par carte prépayée ou en utilisant un mode de recharge proposé de l'opérateur téléphonique, tel que la carte de paiement ou le prélèvement bancaire.